# Frank Herbert

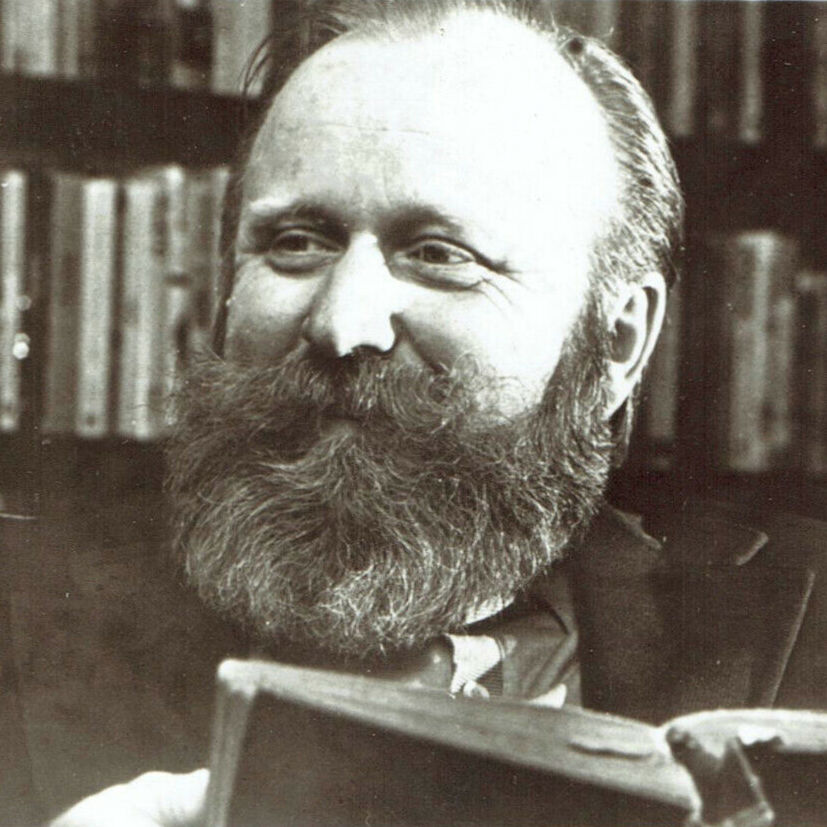
Frank Herbert (1984)

Frank Patrick Herbert (* 8. Oktober 1920 in Tacoma, Washington; † 11. Februar 1986 in Madison, Wisconsin) war ein US-amerikanischer Fantasy- und Science-Fiction-Autor. Als sein wichtigstes Werk gilt der Romanzyklus Dune, der sich über zwölf Millionen Mal verkaufte und bereits mehrfach verfilmt wurde.

## Leben
Nach eigener Aussage hegte Herbert bereits zu seinem achten Geburtstag den Wunsch, Schriftsteller zu werden. Da seine Familie jedoch in Armut lebte, boten sich ihm kaum Perspektiven, diesen Traum in die Wirklichkeit umzusetzen. Im Alter von 18 Jahren zog er schließlich zu Verwandten nach Salem im US-Bundesstaat Oregon, wo er die Schule beendete und als freier Journalist zu arbeiten begann. Um an Aufträge zu gelangen, fälschte er unter anderem seine Dokumente, um älter zu erscheinen.
Nach Ausbruch des Zweiten Weltkrieges wurde Herbert in die Marine eingezogen, für die er als Fotograf zum Einsatz kam. 1940 heiratete er seine erste Frau Flora Parkinson. Die Ehe hielt lediglich fünf Jahre.
1946 lernte Herbert während des Studiums an der Universität von Washington in einem Seminar für kreatives Schreiben seine zweite Frau, Beverly Ann Stuart, kennen, mit welcher er zwei Söhne hatte. Brian, der 1947 geboren wurde, ist ebenfalls schriftstellerisch tätig. Bruce, der 1951 zur Welt kam und 1993 an HIV starb, war Aktivist im Kampf für die Rechte von Schwulen und Lesben.
Sein Studium brach Herbert bald wieder ab und begann in Seattle erneut, für unterschiedliche Tageszeitungen als Journalist zu arbeiten. Nebenbei schrieb er erste Kurzgeschichten, die unter anderem im Esquire sowie unterschiedlichen Pulpmagazinen veröffentlicht wurden.
Nach sechs Jahren der Recherche und des Schreibens versuchte Herbert zuerst erfolglos, einen Verleger für das erste Buch seines Romanzyklus Dune zu finden. Zwanzig Absagen später erschien es endlich 1965, im hauptsächlich auf Ratgeberpublikationen spezialisierten Verlagshaus Chilton, und leitete den Beginn seiner literarischen Karriere ein. Unter anderem erhielt das Werk 1966 sowohl den erstmals vergebenen Nebula Award wie auch den renommierten Hugo Award. In dem Science-Fiction-Roman verknüpft Herbert Probleme der Ökologie mit philosophischen, politischen und sozialen Fragestellungen. Die spezifische Erzähltechnik, aus der Perspektive verschiedener Handlungsträger die Erzählung zu verknüpfen, nutzte er auch in seinen späteren Veröffentlichungen.
Ab 1970 unterrichtete Herbert selbst als Dozent an der Universität von Washington. 1972 wurde er schließlich Vollzeitschriftsteller und hatte seit etwa 1980 neben seinem Wohnsitz im Bundesstaat Washington auch ein Haus auf Hawaii. Bis in die 1980er Jahre hinein war Herbert höchst produktiv. Es entstanden viele seiner bekanntesten Werke, darunter auch einige in Zusammenarbeit mit Bill Ransom. Nachdem seine Frau im Februar 1984 gestorben war, heiratete er Ende 1985 seine dritte Frau, Theresa Shackleford. Nur wenige Monate später starb Herbert im Alter von 65 Jahren an den Folgen von Bauchspeicheldrüsenkrebs in Madison. 2006 wurde er postum in die Science Fiction Hall of Fame aufgenommen.

## Werke

### Dune-Zyklus

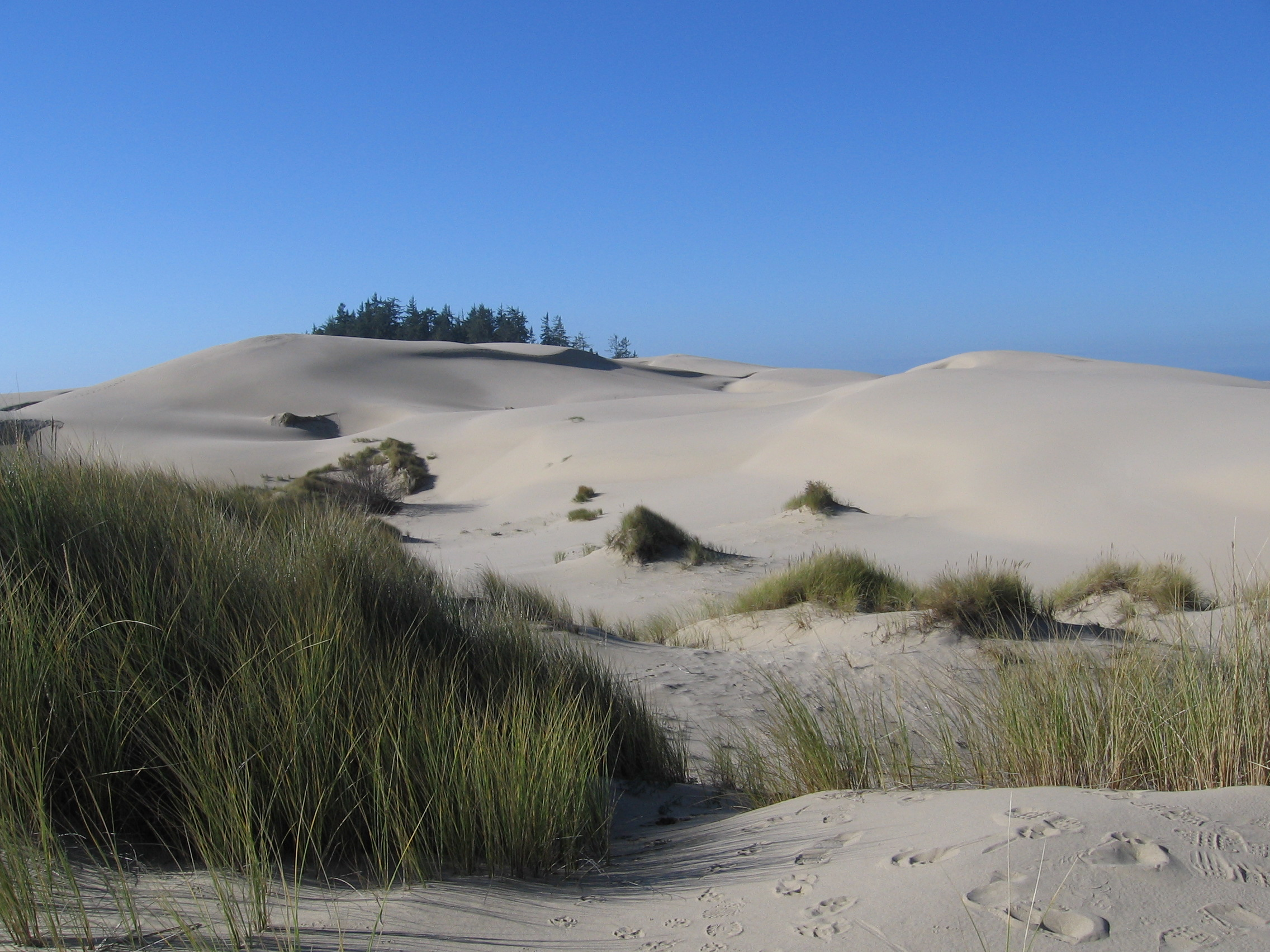
Als Inspiration für die Dune-Saga dienten die Oregon-Dünen bei Florence, Oregon.

Herberts bekanntestes Werk ist der in viele Sprachen übersetzte und aus sechs Büchern bestehende Romanzyklus Dune (dt. Der Wüstenplanet). Der erste Band wurde mit zahlreichen renommierten Preisen ausgezeichnet und erstmals 1984 von David Lynch für die Kinoleinwand verfilmt, 2000 folgte ein Remake von John Harrison für das Fernsehen und zuletzt eine zweiteilige Kinoverfilmung von Denis Villeneuve 2021 und 2024. Die Teile des Romanzyklus sind:
- Dune (1963–1964 und 1965 als Fortsetzungsromane; umgearbeitete Fassung 1966 als Buch; Übersetzung des Buches 1967, dt. Der Wüstenplanet)
- Dune Messiah (Juli bis Nov. 1969 als Fortsetzungsroman; 1969, dt. Der Herr des Wüstenplaneten)
- Children of Dune (Jan. bis April 1976 als Fortsetzungsroman; 1976, dt. Die Kinder des Wüstenplaneten)
- God Emperor of Dune (1981, dt. Der Gottkaiser des Wüstenplaneten)
- Heretics of Dune (1984, dt. Die Ketzer des Wüstenplaneten)
- Chapterhouse Dune (1985, dt. Die Ordensburg des Wüstenplaneten)

Herbert arbeitete am siebten und letzten Band des Romanzyklus, als er verstarb. Aufzeichnungen zu diesem Roman und weitere Fragmente haben bereits als Vorlagen für eine Reihe von in der Vorgeschichte angesiedelten Romanen gedient, die von Herberts Sohn Brian Herbert in Zusammenarbeit mit Kevin J. Anderson geschrieben wurden. Die Vollendung des Romanzyklus schlossen die beiden 2007 ab. Der siebte Band wurde zweigeteilt publiziert:
- Hunters of Dune (2007, dt. Die Jäger des Wüstenplaneten)
- Sandworms of Dune (2008, dt. Die Erlöser des Wüstenplaneten)

Diese Romane stellen nach Ansicht vieler Fans eine Abkehr von Herberts eigener Darstellung komplexer Ideen und der Auseinandersetzung mit dem menschlichen Leben dar. Auch der Stil der neuen Bücher ist weniger dicht und intensiv; es finden sich vermehrt reine Abenteuerelemente. Unabhängig davon erschien 1985 von Herbert die Kurzgeschichte The Road to Dune (1985, dt. Auf dem Wüstenplaneten), ein Auszug aus dem fiktiven „Imperiumsführer“, einer Art Touristenführer. Der siebzehnseitige Text erschien 1990 exklusiv im Sammelband Auge mit Illustrationen von Jim Burns.

### Caleban-Zyklus
Der Caleban-Zyklus Herberts wird in zwei Kurzgeschichten und zwei Romanen behandelt.
- A Matter of Traces (dt. Aufs Geschirr kommt es an, Kurzgeschichte in Auge, 1958)
- The Tactful Saboteur (dt. Der taktvolle Saboteur, Kurzgeschichte in Auge, 1964)
- Whipping Star (dt. Der letzte Caleban, 1970)
- The Dosadi Experiment (Mai bis Aug. 1977 als Fortsetzungsroman, 1977 dt. Das Dosadi-Experiment)

### Schiff-Zyklus (mit Bill Ransom)
- Do I Sleep or Wake (altern. Version von Destination Void, 1965)
- Destination: Void (1966, dt. Ein Cyborg fällt aus, 1971 u. Neuaufl. 1987)
- Destination: Void – Revised Edition (1978)
- The Jesus Incident (1979, dt. Der Jesus-Zwischenfall 1981)
- The Lazarus Effect (1983, dt. Der Lazarus-Effekt 1986)
- The Ascension Factor (1988, dt. Der Himmelfahrtsfaktor 1989)

### Weitere Romane
- The Dragon in the Sea (Nov. 1955 bis Jan. 1956 als Fortsetzungsroman Under Pressure, erste Buchausg. 1956; dt. Atom-U-Boot S 1881; auch in Der Tod einer Stadt unter dem Titel Der Drache in der See)
- The Green Brain (1965 als Fortsetzungsroman unter dem Titel Greenslaves, 1966 als Buch; dt. Das grüne Herz; auch in Der Tod einer Stadt als Der Insektenkrieg)
- Destination: Void (1965 als Fortsetzungsroman unter dem Titel Do I Wake or Dream?, sowie als Buch unter dem Titel Do I Sleep or Wake; 1966 in veränderter Fassung als Buch; dt. Ein Cyborg fällt aus); erster Band des Schiff-Zyklus; 1978 als Revised Edition (umfangreiche Neubearbeitung)
- The Eyes of Heisenberg (Juni bis Aug. 1966 als Fortsetzungsroman unter dem Titel Heisenberg’s Eyes.; 1966 Buchausgabe; 1968 dt. Revolte gegen die Unsterblichen und 1983 dt. Die Augen Heisenbergs)
- The Heaven Makers (April bis Juni 1967 als Fortsetzungsroman; 1968 als Buch; dt. Gefangen in der Ewigkeit oder Die Unsterblichen)
- The Santaroga Barrier (Okt. 1967 bis Feb. 1968 als Fortsetzungsroman; 1968 Buchausgabe; dt. Die Leute von Santaroga)
- Whipping Star (Jan. bis April 1970 als Fortsetzungsroman; 1970 Buchausgabe, dt. Der letzte Caleban)
- Soul Catcher (1972)
- The Godmakers (Mai 1958 als Fortsetzungsroman unter dem Titel You Take the High Road, Mai 1958 als Fortsetzungsroman unter dem Titel Operation Haystack, Febr. 1960 als Fortsetzungsroman unter dem Titel The Priests of Psi; 1972 Buchausgabe; dt. Die Riten der Götter)
- Hellstrom’s Hive (Nov. 1972 bis März 1973 als Fortsetzungsroman unter dem Titel Project 40; 1973 Buchausgabe; dt. Hellstrøms Brut).
- Direct Descent (1954 als Fortsetzungsroman, 1980 Buchausgabe)
- The White Plague (1982, dt. Die weiße Pest)
- Man of Two Worlds (1986, mit Brian Herbert, dt. Mann zweier Welten)
- High-Opp (posthum), WordFire Press 2012 ISBN 978-1-61475-038-3.

### Kurzgeschichten
- Survival of the Cunning, in „Esquire“, März 1945.
- Yellow Fire, in „Alaska Life“ („Alaska Territorial Magazine“), Juni 1947.
- Looking for Something? Startling Stories, April 1952.
- Operation Syndrome, in Astounding, Juni 1954. ebenfalls in T.E. Diktys Best Science Fiction Stories and Novels, 1955.
- The Gone Dogs, in „Amazing“, November 1954.
- Packrat Planet, in „Astounding“, Dezember 1954.
- Rat Race, in „Astounding“, Juli 1955.
- Occupation Force, in „Fantastic“, August 1955.
- Under Pressure (dreiteilig), in Astounding, November 1955 – Januar 1956.
- The Nothing, in „Fantastic Universe“, Januar 1956.
- Cease Fire in „Astounding“, Januar 1956.
- Old Rambling House, in Galaxy, April 1958.
- A Matter of Traces, in „Fantastic Universe“, November 1958.
- Missing Link, in „Astounding“, Februar 1959. ebenfalls in „Author’s Choice“ Ed. Harry Harrison, New York: Berkley, 1968.
- Egg and Ashes, in „Worlds of If“, November 1960.
- Operation Haystack, in „Astounding“, Mai 1959.
- The Priests of Psi, in „Fantastic“, Februar 1960.
- A-W-F Unlimited, in „Galaxy“, Juni 1961.
- Try to Remember, in „Amazing“, Oktober 1961.
- Mating Call, in „Galaxy“, Oktober 1961.
- Mindfield, in „Amazing“, März 1962.
- Dune World, (dreiteilig) in „Analog“ Dezember 1963 – Februar 1964.
- The Mary Celeste Move, in „Analog“, Oktober 1964.
- Tactful Saboteur, in „Galaxy“, Oktober 1964.
- The Prophet of Dune (fünfteilig) in „Analog“, Januar – Mai 1965.
- Greenslaves, in „Amazing“, März 1965.
- Committee of the Whole, in „Galaxy“, April 1965.
- The GM Effect, in „Analog“, Juni 1965.
- Do I Wake or Dream?, in „Galaxy“, August 1965.
- The Primitives, in „Galaxy“, April 1966.
- Escape Felicity, in „Analog“, Juni 1966.
- Heisenberg’s Eyes, (zweiteilig) in „Galaxy“, Juni – August 1966.
- By the Book, in „Analog“, August 1966.
- The Featherbedders, in „Analog“, August 1967.
- The Heaven Makers, (zweiteilig) in „Amazing“, April – Juni 1967.
- The Santaroga Barrier, (dreiteilig) in „Amazing“, Oktober 1967 – Februar 1968.
- Dune Messiah, (fünfteilig) in „Galaxy“, Juli – November 1969.
- The Mind Bomb, in „Worlds of If“, Oktober 1969.
- Seed Stock, in „Analog“, April 1970.
- Whipping Star, (dreiteilig) in „Worlds of If“, Januar – April 1970.
- Murder Will In, in „The Magazine of Fantasy and Science Fiction“, Mai 1970.
- Project 40 (dreiteilig) in „Galaxy“, November 1972 – März 1973. ebenfalls in „Five Fates“ by Keith Laumer, Poul Anderson, Frank Herbert, Gordon Dickson and Harlan Ellson. New York: Doubleday, 1970.
- Encounter in a Lonely Place in „The Book of Frank Herbert“, 1973.
- Gambling Device, in „The Book of Frank Herbert“, 1973.
- Passage for Piano, in „The Book of Frank Herbert“, 1973.
- The Death of a City, in „Future City“, 1973.
- Children of Dune (vierteilig) in „Analog“, Januar – April 1976.
- The Dosadi Experiment (vierteilig) in „Galaxy“, Mai – August 1977.
- Come to the Party, in „Analog“, Dezember 1978.
- Songs of a Sentient Flute, in „Analog“, Februar 1979.
- Frogs and Scientists, Eye, 1985.

Kurzgeschichtensammlungen in deutscher Sprache
- The Book of Frank Herbert (dt. Herrscher der Erde TERRA-Taschenbuch Nr. 249, 1974): Der Mann ohne Talente (auch „Der Nichts“); Herrscher der Erde (auch „Suchen Sie Was?“); Hundepest (auch „Die verschwundenen Hunde“); Platz für Piano (auch „Transit für einen Flügel“); ESP (auch „Begegnung an einem einsamen Ort“); Epidemie des Wahnsinns (auch „Das Zerhackersyndrom“); Die Invasoren (auch „Besatzungsmacht“)
- Eye (dt. Auge, illustriert von Jim Burns, 1985): Rattenrennen; Der Drache in der See; Feuer einstellen!; Aufs Geschirr kommt es an; Erinnert Euch!; Der taktvolle Saboteur; Auf dem Wüstenplaneten; Streng nach Vorschrift; Saatgut; Komm zu mir, mein Mörder!; Transit für einen Flügel; Der Tod einer Stadt, Frösche und Forscher
- Der Tod einer Stadt (Heyne, 1994; alle Kurzgeschichten außer „Auf dem Wüstenplaneten“): Suchen Sie Was?; Zerhackersyndrom; Die verschwundenen Hunde; Rattenrennen; Besatzungsmacht; Der Drache in der See; Der Nichts; Feuer einstellen!; Das wandernde Haus; Aufs Geschirr kommt es an; Werben mit beschränkter Haftung; Paarungsruf; Erinnert Euch!; Gedankenfeld; Unter Einschluss der Öffentlichkeit; Die Mary-Celest-Umzüge; Der taktvolle Saboteur; Der Insektenkrieg; Der GG-Effekt; Jenseits der Dunkelwolke; Streng nach Vorschrift; Jeder Floh hat seine Flöhe; Die Denkbombe; Saatgut; Komm zu mir, mein Mörder!; Transit für einen Flügel; Der Spielautomat; Begegnung an einem einsamen Ort; Der Tod einer Stadt, Frösche und Forscher